# لوکا لا روزا
لوکا لا روزا (انگلیسی: Luca La Rosa؛ زادهٔ ۲۰ سپتامبر ۱۹۸۸) بازیکن فوتبال اهل ایتالیا است.